# Redwood, Oregon
Redwood là một khu thống kê trong Quận Josephine, Oregon, Hoa Kỳ. Dân số của khu thống kê này theo điều tra dân số năm 2000 là 5.844 người.

## Địa lý
Theo Cục điều tra dân số Hoa Kỳ, khu thống kê này có tổng diện tích 4,9 dặm vuông Anh (12,7 km²) trong đó đất chiếm 4,8 dặm vuông (12,5 km²) và nước chiếm 0,1 dặm vuông (0,2 km²) hay 1,22%.
Trong thập niên 1930 và thập niên 1940, vùng này chỉ có vài khu vườn có người ở, phần lớn còn lại là đầm lầy. Vì những người đi qua lại vào lúc xế chiều thường hay nghe tiếng ếch kêu nên khu vực này được gọi là "Frog Ponds" (ao ếch) mặc dù không có ao nào.
Khởi sự vào giữa thập niên 1950, đa số đầm lầy bị san lấp để dành chỗ cho các dự án phát triển nhà ở trong vùng Redwood.